# نئایونیا، ماگنسیا
شهر نئایونیا در استان تسالی در کشور یونان واقع شده است که دارای جمعیت ۳۲٬۶۰۱  نفر می‌باشد.